# Carl Schmidt (Koptologe)
Carl Schmidt (* 26. August 1868 in Hagenow, Mecklenburg-Schwerin; † 17. April 1938 in Kairo) war ein deutscher Koptologe und Kirchenhistoriker. Er forschte insbesondere zum frühen Christentum, zur Gnosis und zum Manichäismus. Gelegentlich wurde er inoffiziell unter Kollegen als Kopten-Schmidt tituliert.

## Leben
Nach Besuch des Gymnasiums Fridericianum Schwerin begann Carl Schmidt 1887 das Studium der Klassischen Philologie sowie der hebräischen und der vergleichenden Sprachwissenschaft in Leipzig. Schon nach einem Jahr wechselte er nach Berlin, wo er von Adolf Harnack zur Patristik und zur altchristlichen Literaturgeschichte geführt wurde. Die Ägyptologen Adolf Erman und Georg Steindorff waren ebenfalls prägend. Steindorff vermittelte ihm die koptische Sprache. Seine Promotion erfolgte 1892 über den Codex Brucianus, zu dem bald weitere Veröffentlichungen folgten. Harnack erkannte schnell die besonderen Fähigkeiten Schmidts und förderte seinen Schüler und Doktoranden, soweit es ging. Trotzdem blieb Schmidts berufliche Zukunft lange ungewiss. 1899 habilitierte er sich im Fach Kirchengeschichte mit „Plotins Stellung zum Gnostizismus und kirchlichen Christentum“. Mit Harnacks Unterstützung wurde er 1900 wissenschaftlicher Beamter der Kirchenväterkommission.
Um das Jahr 1900 hatte Schmidt eine heftige Auseinandersetzung mit Wilhelm Spiegelberg und Adolf Jacobi über den Straßburger koptischen Papyrus. Schmidt kritisierte den Rekonstruktionsversuch von Spiegelberg und Jacobi scharf und wurde dabei von Harnack unterstützt, der das Gutachten Schmidts in Auftrag gegeben hatte. Spiegelberg und Jacobi wiederum unterstellten Schmidt persönliche Motive. Der Streit eskalierte, konnte aber durch Theodor Mommsen wieder beruhigt werden.
Die Kirchenväterkommission der Preußischen Akademie der Wissenschaften beauftragte Schmidt mit der Veröffentlichung des Codex Brucianus und der Pistis Sophia im Rahmen der Publikationsreihe Die griechischen christlichen Schriftsteller der ersten drei Jahrhunderte. Für die Herausgabe des inzwischen stark zerstörten Codex Brucianus konnte Schmidt auf die Abschriften von Karl Gottfried Woide und Moritz Gotthilf Schwartze zurückgreifen, die entstanden, als der Codex noch in besserem Zustand war. Er gab die Petrusakten und die Paulusakten heraus.
1909 wurde er außerordentlicher Professor an der Universität Berlin, 1921 Honorarprofessor und 1928 persönlicher Ordinarius für Kirchengeschichte sowie koptische Sprache und Literatur. Schmidt war zusammen mit Harnack Herausgeber der Texte und Untersuchungen zur Geschichte der altchristlichen Literatur. Carl Schmidt bearbeitete auch manichäische Handschriften und spielte eine wichtige Rolle beim Erwerb von koptischen Manuskripten für die Berliner Papyrussammlung, darunter der Codex Berolinensis Gnosticus 8502. Schmidt war Mitglied der Deutschen Morgenländischen Gesellschaft und der Gesellschaft für Kirchengeschichte.
1927 kaufte Carl Schmidt in Ägypten den Papyrus Hamburgensis bilinguis 1 an und vermittelte ihn an die Staats- und Universitätsbibliothek Hamburg. Laut eigener Aussage hatte Schmidt den ägyptischen Antikenbehörden das Papyrusbuch vor der Ausfuhr nicht zur Genehmigung vorgelegt. Das ägyptische Antikengesetz (Nr. 12 von 1914) verbot die Ausfuhr von Antiken ohne vorherige Genehmigung durch die Antikenverwaltung.
1934 übergab er den Papyrus Erlangen 2 an die Erlanger Bibliothek. Im Jahr darauf wurde er emeritiert.

## Veröffentlichungen (Auswahl)
- De codice Bruciano seu de libris gnosticis qui in lingua coptice exstant commentatio. Pars I A qua haeresi et quo tempore »Pistis Sophia« et »Duo libri de Jeû« sint conscripti. Leipzig 1892. Dissertationsschrift.
- Gnostische Schriften in koptischer Sprache aus dem Codex Brucianus, herausgegeben, übersetzt und bearbeitet von Carl Schmidt. Hinrichs’sche Buchhandlung, Leipzig 1892.
- Koptisch-gnostische Schriften Band 1: Pistis Sophia, die beiden Bücher des Jeû, unbekanntes altgnostisches Werk, Hrsg. im Auftrage der Kirchenväter-Commission der Königl. preussischen Akademie der Wissenschaften. Hinrichs, Leipzig 1905. In: Die griechischen christlichen Schriftsteller der ersten drei Jahrhunderte; Koptisch-Gnostische Schriften. Band 1. Band zwei sollte die Schriften des Codex Berolinensis Gnosticus 8502 bringen, ist aber nie erschienen. Die Erstausgabe erfolgte erst 1955, 50 Jahre später durch Walter C. Till in TU 60.
- Acta Pauli aus der Heidelberger koptischen Papyrushandschrift Nr. 1. Herausgegeben von Carl Schmidt, Übersetzungen, Untersuchungen und koptischer Text, Hinrichs, Leipzig 1904.
- Acta Pauli, Übersetzung Untersuchungen und koptischer Text, zweite erweiterte Ausgabe ohne Tafeln, Hinrichs, Leipzig 1905.
- Der erste Clemensbrief in altkoptischer Übersetzung ., untersucht und herausgegeben von Carl Schmidt. Mit Lichtdruckfaksimile der Handschrift, Hinrichs, Leipzig 1908.
- Die alten Petrusakten, im Zusammenhang der apokryphen Apostellitteratur nebst einem neuentdeckten Fragment, untersucht von Carl Schmidt, Hinrichs, Leipzig 1903. In: Texte und Untersuchungen zur Geschichte der altchristlichen Literatur. herausgegeben von Oskar von Gebhardt und Adolf Harnack, Neue Folge Neunter Band, der ganzen Reihe XXIV Band. Diese Übersetzung bezieht sich auf die Papyrushandschrift P 8502 in der Berliner Papyrussammlung (Einleitung S. 1).
- Altchristliche Texte, bearbeitet von C. Schmidt und W. Schubart. Mit zwei Lichtdrucktafeln, Weidmannsche Buchhandlung in Berlin 1910. In: Berliner Klassikertexte herausgegeben von der Generalverwaltung der kgl. Museen zu Berlin, Heft VI Altchristliche Texte. Darin enthalten: Ignatius, Epistula ad Smyrnacos III–XII, 1.; Der Hirt des Hermas; Anthologie aus den Briefen des Basileios; Anthologie aus der Vita Mosis des Gregor von Nyssa; Osterfestbrief des Alexander, Patriarch von Alexandrien; Liturgische Stücke; Amulette.
- Gespräche Jesu mit seinen Jüngern nach der Auferstehung ein katholisch-apostolisches Sendschreiben des 2. Jahrhunderts nach einem koptischen Papyrus des Institut de la Mission archéol. française au Caire unter Mitarbeit von Herrn Pierre Lacau … herausgegeben, übersetzt und untersucht, nebst drei Exkursen von Carl Schmidt. Übersetzung des äthiopischen Textes von Dr. Isaak Wajnberg, Hinrichs, Leipzig 1919.
- Der Benanbrief, eine moderne Leben-Jesu-Fälschung des Herrn Ernst Edler von der Planitz, aufgedeckt von D. Dr. Carl Schmidt, Professor der Theologie an der Universität Berlin unter Mitarbeit von Dr. Hermann Grapow. Hinrichs, Leipzig 1921.
- Eine Benutzung des Testamentum Domini Jesu Christi. In: Harnack-Ehrung, Beiträge zur Kirchengeschichte ihrem Lehrer Adolf von Harnack zu seinem Siebzigsten Geburtstage, Hinrichs, Leipzig 1921, S. 263–267.
- Pistis Sophia neu herausgegeben mit Einleitung nebst griechischem und koptischem Wort- und Namenregister. Gyldendalsk Boghandel-Nordisk Forlag, Hauniae 1925. (deutsches Vorwort, koptischer Text, textkritischer Apparat)
- Pistis Sophia, ein gnostisches Originalwerk des dritten Jahrhunderts aus dem Koptischen übersetzt. In neuer Bearbeitung mit einleitenden Untersuchungen und Indices herausgegeben von D. Dr. Carl Schmidt, Professor der Theologie an der Universität Berlin, Hinrichs, Leipzig 1925 (deutsche Übersetzung)
- Studien zu den Pseudo-Clementinen, Texte und Untersuchungen zur Geschichte der altchristlichen Literatur Bd. 46, Hinrichs, Leipzig 1929.
- Neue Originalquellen des Manichäismus aus Ägypten, Vortrag gehalten auf der Jahreshauptversammlung der Gesellschaft für Kirchengeschichte in Berlin am 9. November 1932. Kohlhammer, Stuttgart 1933.
- Ein Mani-Fund in Ägypten: Originalschriften des Mani und seiner Schüler / von Carl Schmidt und Hans Jakob Polotsky. In: Sitzungsberichte der Preussischen Akademie der Wissenschaften : Phil.-Hist. Klasse ; 1933,1. Verlag der Akademie der Wissenschaften, Berlin 1933.
- Manichäische Handschriften der Staatlichen Museen zu Berlin. Kephalaia. Bd. 1. Hälfte 1. hrsg. unter der Leitung von Carl Schmidt, Stuttgart 1940.